# Zuckerbüsche
Die Pflanzengattung der Zuckerbüsche (Protea), auch Silberbäume, Kaprosen oder Federbüsche genannt, gehört zur Familie der Silberbaumgewächse (Proteaceae). Zu ihr zählen etwa 115 Arten. Sie stammen aus dem südlichen Afrika. In Genadendal/Südafrika am Jonaskop (Jonaskopf), in einer Höhenlage von 1648 Meter, findet man die weltweit größte Anzahl natürlich vorkommender Protea-Arten. Viele von ihnen gehören zur Kapflora. Die Königs-Protea (Protea cynaroides) ist die Wappenblume Südafrikas.

## Beschreibung

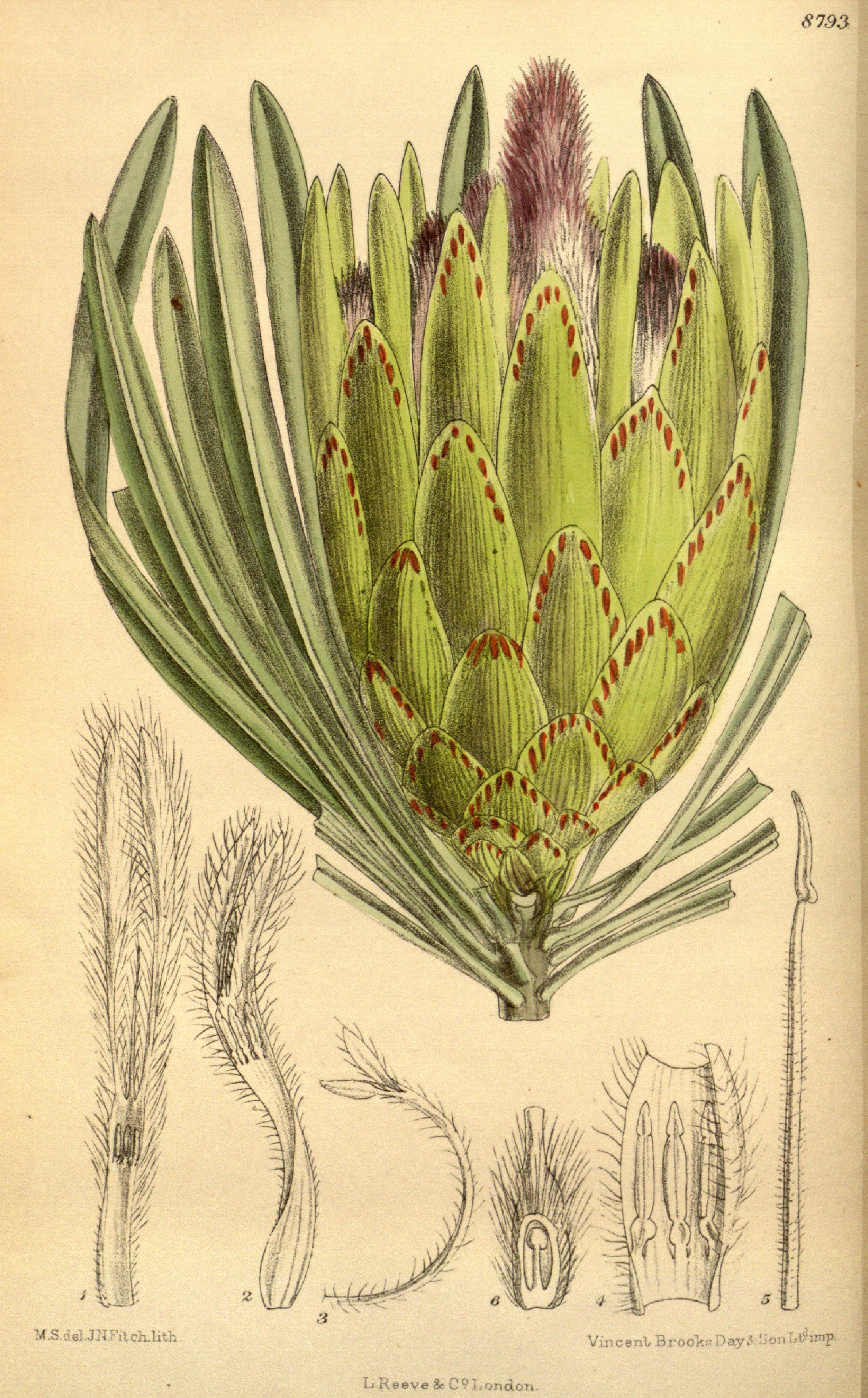
Illustration von Protea longifolia

### Erscheinungsbild und Blätter
Protea-Arten wachsen als immergrüne, kriechende bis aufrechte Sträucher und kleine Bäume, die meistens Wuchshöhen von 1 bis 10 Meter erreichen. Die wechselständig an den Zweigen verteilten oder am oberen Ende der Zweige dicht zusammenstehenden Laubblätter sind gestielt oder ungestielt. Die Blattoberseiten und -unterseiten unterscheiden sich kaum. Die einfachen, sehr ledrigen, kahlen bis wollig behaarten Blattspreiten sind länglich bis fast kreisförmig. Der Blattrand ist immer ganz.

### Blütenstände, Blüten und Früchte
Protea-Arten sind protandrisch, also vormännlich. In charakteristischen kegelförmigen Blütenständen mit Durchmessern von 3 bis 30 cm stehen viele Blüten dicht zusammen. Die Blüten sind von spiralig angeordneten, in mehreren Reihen sich überdeckenden Hochblättern umhüllt, wobei die äußersten relativ klein sind und allmählich nach innen hin immer größer werden, bis sie fast gleich lang oder länger sind als die Blüten. Die harten, glatten bis wollig behaarten Hochblätter sind manchmal auffallend, leuchtend gefärbt. Über einem Deckblatt steht immer nur eine Blüte, nicht zwei wie bei den Gattungen Banksia, Brabejum, Grevillea und Hakea. Der Blütenstandsboden ist flach bis konisch.
Die Blüten sind immer zwittrig. Von den vier behaarten Blütenhüllblättern sind drei verwachsen und eines ist frei. Es ist nur ein Kreis mit vier Staubblättern vorhanden. Die 18 bis 33 × 10 bis 17 µm großen Pollenkörner sind triporate mit meist schlitzförmiger Apertur. Lange, steife, braune Haare bedecken den Fruchtknoten, der nur eine Samenanlage enthält und direkt in den glatten oder selten behaarten Griffel übergeht.
Die verkehrt-zapfenförmige, verholzende Schließfrucht, Achäne, besitzt lange, gerade, braune, haltbare Haare und enthält nur einen Samen.

## Ökologie
Viele Arten bilden eine Lignotuber. Dies ist eine Verdickung am Stammgrund knapp unterhalb oder oberhalb des Bodens, aus denen die Pflanzen nach einem Buschfeuer wieder austreiben. Besonders auffällig ist diese Eigenschaft bei Protea roupelliae, die nach der Keimung die ersten Jahre kaum in die Höhe, aber auch nicht in die Breite wächst. Das geringe Höhenwachstum entsteht durch stark gestauchte Internodien.

## Nutzung
Die meisten Arten sind nicht frosthart, sie gelten generell in der Kultivierung als nicht einfach. Den Mitteleuropäern sind die Blütenstände der Protea und einige andere Taxa der Silberbaumgewächse (Proteaceae) vor allem als Trockenblumen für Gestecke bekannt, aber auch als sehr lange haltbare Schnittblumen, die im Winter eingeflogen werden.

## Verbreitung
Von den etwa 115–130 Protea-Arten kommen etwa vier Fünftel im Südlichen Afrika und etwa ein Fünftel im tropischen Afrika vor.

## Sonstiges
Die Königs-Protea ist auf dem Wappen Südafrikas abgebildet und die Südafrikanische Cricket-Nationalmannschaft leitet ihren Spitznamen Proteas von der Pflanze ab.

## Systematik
Der Gattungsname Protea wurde 1771 von Carl von Linné in Mantissa Plantarum Altera, S. 187, 328 ein zweites Mal mit der Typusart Protea cynaroides (L.) L. veröffentlicht. Davor hatte 1753 Carl von Linné in Species Plantarum, S. 94 den Gattungsnamen schon einmal veröffentlicht gehabt, aber mit einer Art, die zur Gattung Leucadendron gehört, und Peter Jonas Bergius stellte 1767 in seiner Revision der Gruppe Protea als Synonym zu Leucadendron. Protea L. 1771 nom. cons. ist nach den ICBN-Regeln (Vienna ICBN Art. 14.10 & App. III) konserviert gegenüber dem früher veröffentlichten Homonym (Vienna ICBN Art. 53) Protea L. 1753 nom. rej. und auch also konserviert gegenüber Lepidocarpus Adans. nom. rej. Weitere Synonyme für Protea L. 1771 sind: Erodendrum Salisb., Pleuranthe Salisb. ex Knight.
Der Gattung Protea gehört zur Subtribus Proteainae aus der Tribus Proteae in der Unterfamilie der Proteoideae innerhalb der Familie Proteaceae.
| Sektion Hypocephalae | Sektion Hypocephalae | Sektion Hypocephalae |
| --- | --- | --- |
| - Protea amplexicaulis R.Br. - Protea cordata Thunb. | - Protea decurrens E.Phillips - Protea humiflora Andrews | - Protea subulifolia Rourke |
| Sektion Leiocephalae | | |
| - Protea caffra Meisn. - Protea caffra Meisn. subsp. caffra - Protea caffra subsp. nyasae (Rendle) Chisumpa & Brummitt - Protea caffra subsp. gazensis (Beard) Chisumpa & Brummitt - Protea dracomontana Beard - Protea glabra Thunb. | - Protea inopina Rourke - Protea nitida Mill. - Protea nubigena Rourke - Protea parvula Beard                                                                        | - Protea petiolaris (Hiern) Baker & C.H.White - Protea petiolaris (Hiern) Baker & C.H.White subsp. petiolaris - Protea petiolaris subsp. elegans Chisumpa & Brummitt - Protea rupicola Mund ex Meisn. - Protea simplex Phillips |
| Sektion Paludosae | | |
| - Protea enervis Wild | | |
| Sektion Patentiflorae | | |
| - Protea angolensis Welw. - Protea angolensis Welw. var. angolensis - Protea angolensis var. divaricata - Protea comptonii Beard | - Protea curvata N.E.Brown - Protea laetans L.E.Davidson - Protea madiensis Oliv.                                                                                    | - Protea rubropilosa Beard - Protea rupestris R.E.Fr. |
| Sektion Lasiocephalae | | |
| - Protea gaguedi J.F.Gmelin | - Protea welwitschii Engl. | |
| Sektion Christatae | | |
| - Protea asymmetrica Beard | - Protea wentzeliana Engl. | |
| Sektion Cynaroideae | | |
| - Königs-Protea (Protea cynaroides (L.) L.) | | |
| Sektion Paracynaroides | | |
| - Protea cryophila Bolus - Protea pruinosa Rourke | - Protea scabriuscula E. Phillips - Protea scolopendriifolia (Salisb. ex Knight) Rourke                                                                              | |
| Sektion Ligulatae | | |
| - Protea burchellii Stapf - Protea compacta R. Br. - Protea eximia (Knight) Fourc. | - Protea longifolia Andrews - Protea obtusifolia H.Buek ex Meisn. - Protea pudens Rourke                                                                             | - Protea roupelliae Meisn. - Protea susannae Phillips |
| Sektion Melliferae | | |
| - Protea aristata E. Phillips | - Protea lanceolata E.Mey. ex Meisn. | - Echter Zuckerbusch (Protea repens (L.) L.) |
| Sektion Speciosae | | |
| - Protea coronata Lam. - Protea grandiceps Tratt. - Protea holosericea (Salisb. ex Knight) Rourke - Protea laurifolia Thunb. | - Protea lepidocarpodendron (L.) L. - Protea lorifolia (Salisb. ex J.Knight) Fourc. - Protea magnifica Link, Syn.: Protea barbigera Meisn. - Protea neriifolia R.Br. | - Protea speciosa (L.) L. - Protea stokoei E. Phillips |
| Sektion Exsertae | | |
| - Protea aurea (N.L.Burm.) Rourke - Protea aurea (N.L.Burm.) Rourke subsp. aurea - Protea aurea subsp. potbergensis (Rourke) Rourke - Protea lacticolor Salisb.                                                                       | - Protea mundii Klotzsch - Protea punctata Meisn. - Protea subvestita N.E.Brown                                                                                      | - Protea venusta Compton |
| Sektion Microgeantae | | |
| - Protea acaulos (L.) Reichard - Protea convexa E. Phillips | - Protea laevis R. Br. - Protea revoluta R. Br. | - Protea angustata R. Br. |
| Sektion Crinitae | | |
| - Protea foliosa Rourke - Protea intonsa Rourke | - Protea montana E.Mey. ex Meisn. - Protea tenax R. Br. | - Protea vogtsiae Rourke |
| Sektion Pinifoliae | | |
| - Protea acuminata Sims - Protea canaliculata Andrews | - Protea nana (P.J.Bergius) Thunb. - Protea pityphylla E. Phillips                                                                                                   | - Protea scolymocephala (L.) Reichard - Protea witzenbergiana E. Phillips |
| Sektion Craterifoliae | | |
| - Protea effusa E.Mey. ex Meisn. - Protea namaquana Rourke | - Protea pendula R. Br. - Protea recondita H.Buek ex Meisn. | - Protea sulphurea E. Phillips |
| Sektion Obvallatae | | |
| - Protea caespitosa Andrews | | |
| Sektion Subacaules | | |
| - Protea asper E. Phillips - Protea denticulata Rourke - Protea lorea R. Br. | - Protea piscina Rourke - Protea restionifolia (Salisb. ex Knight) Rycroft - Protea scabra R. Br.                                                                    | - Protea scorzonerifolia (Salisb. ex Knight) Rycroft |
| Sektion Parviflorae | | |
| - Protea mucronifolia Salisb. | - Protea odorata Thunb. | |

## Bilder

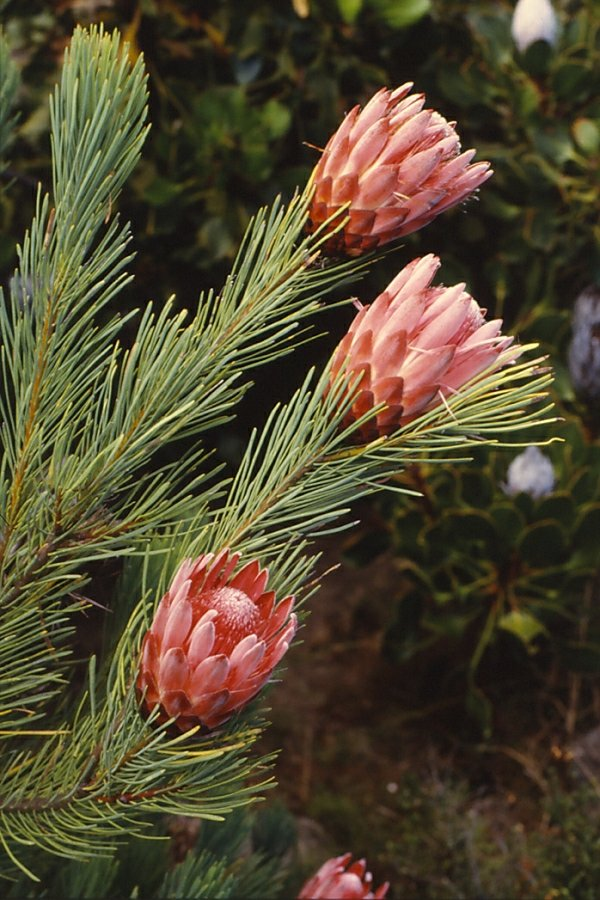
Protea aristata
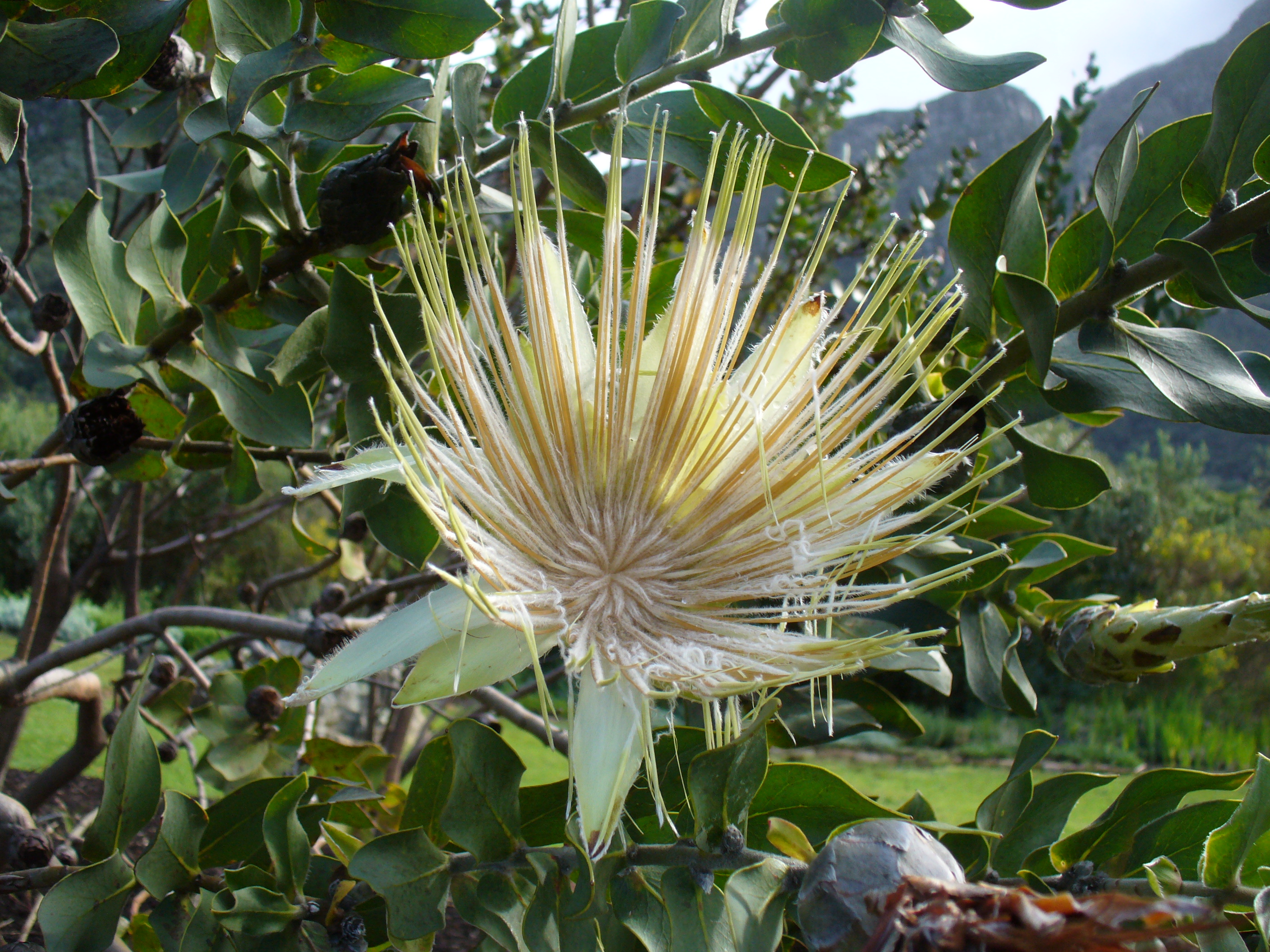
Protea aurea subsp. potbergensis
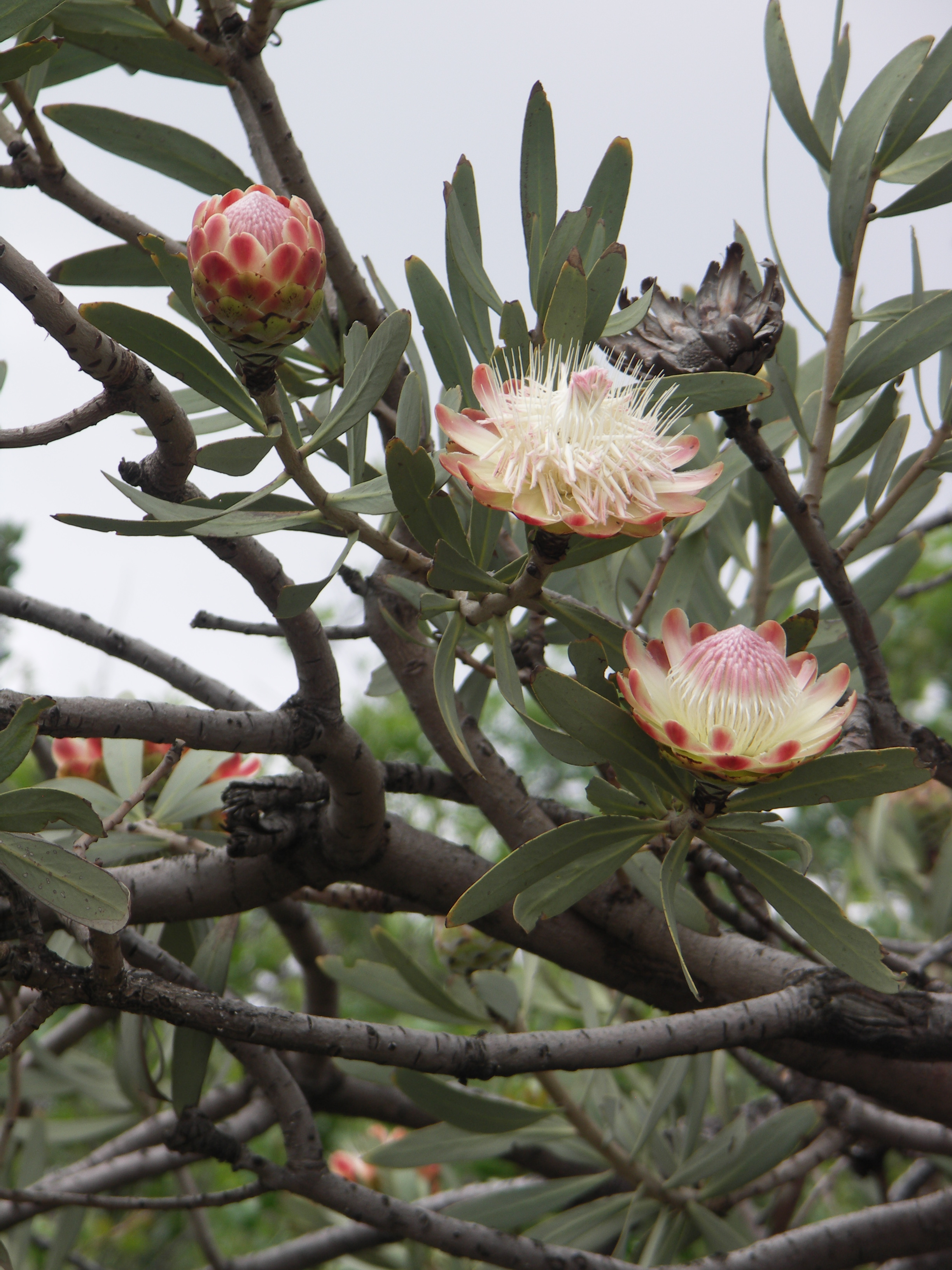
Protea caffra
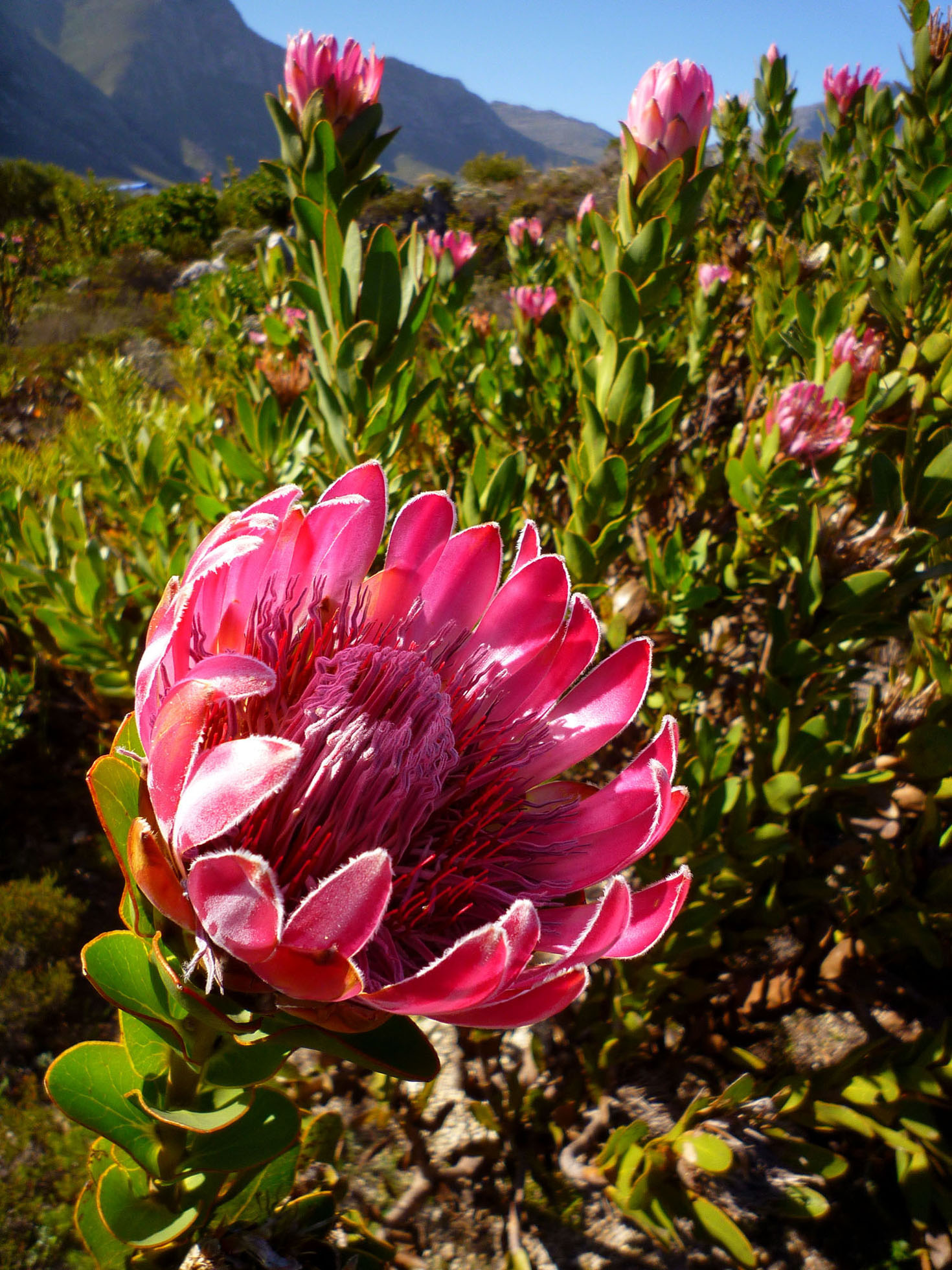
Protea compacta
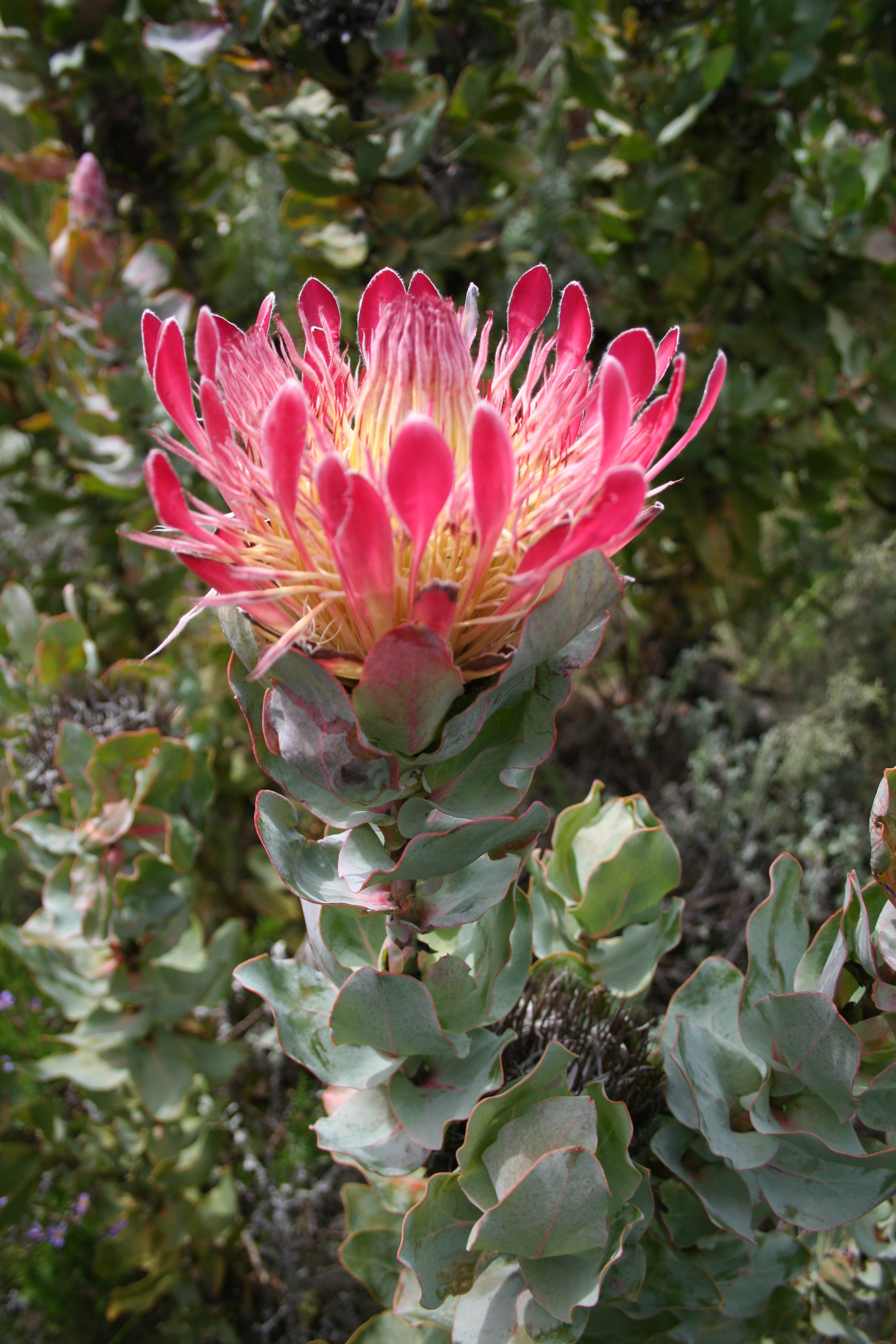
Protea eximia
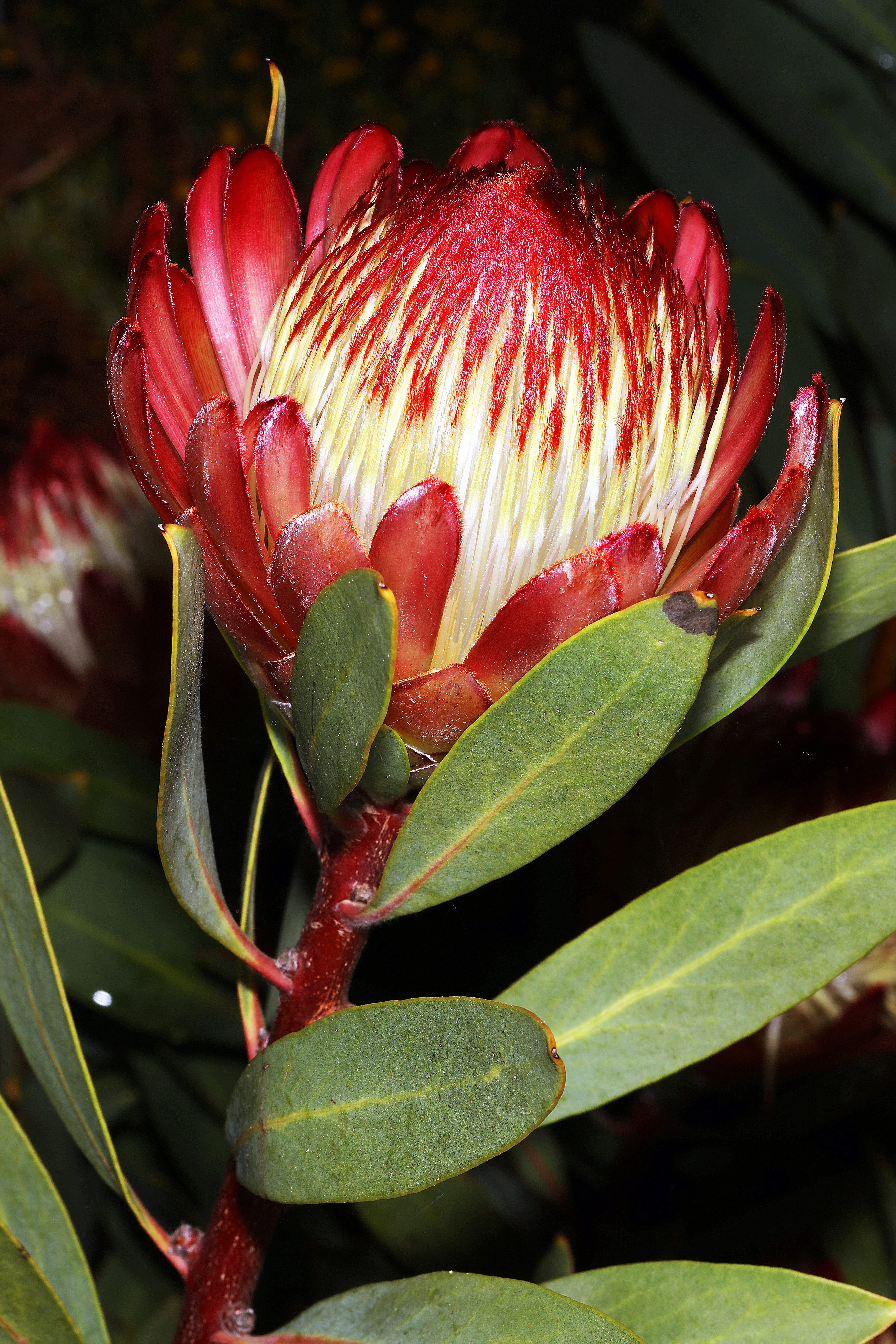
Protea glabra
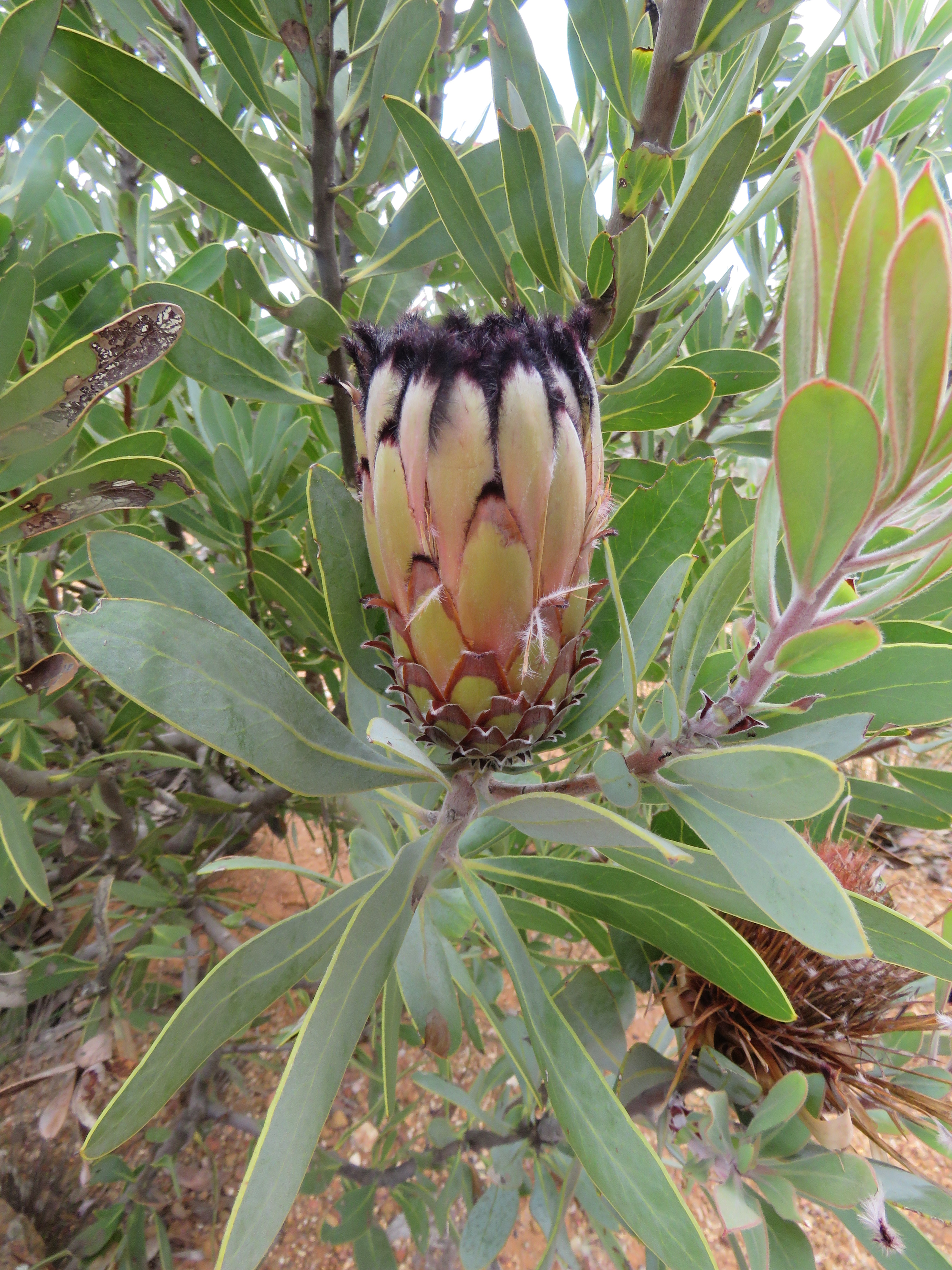
Protea laurifolia
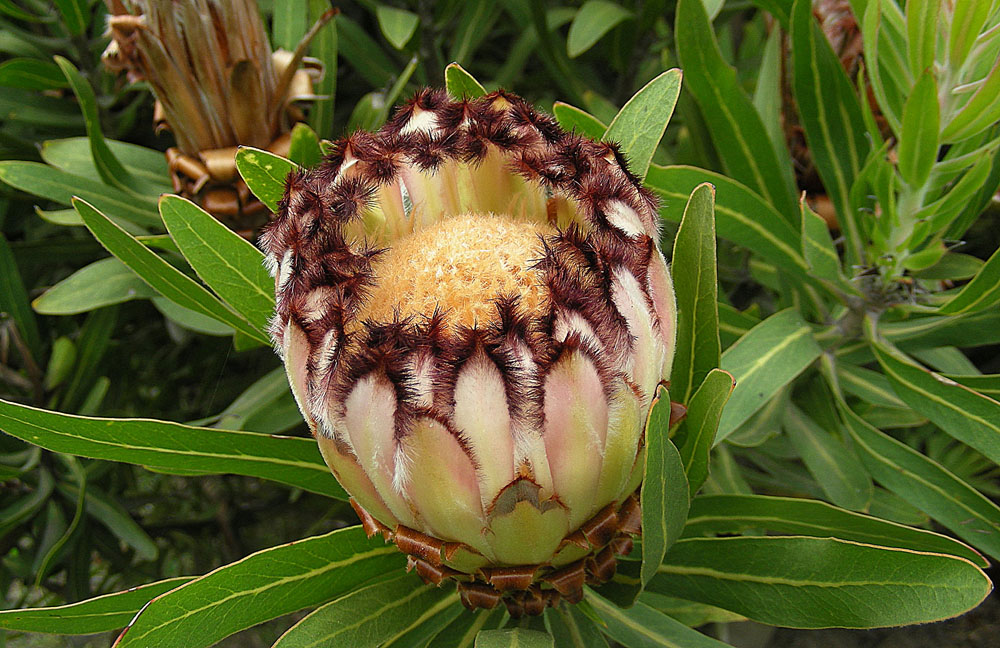
Protea lepidocarpodendron
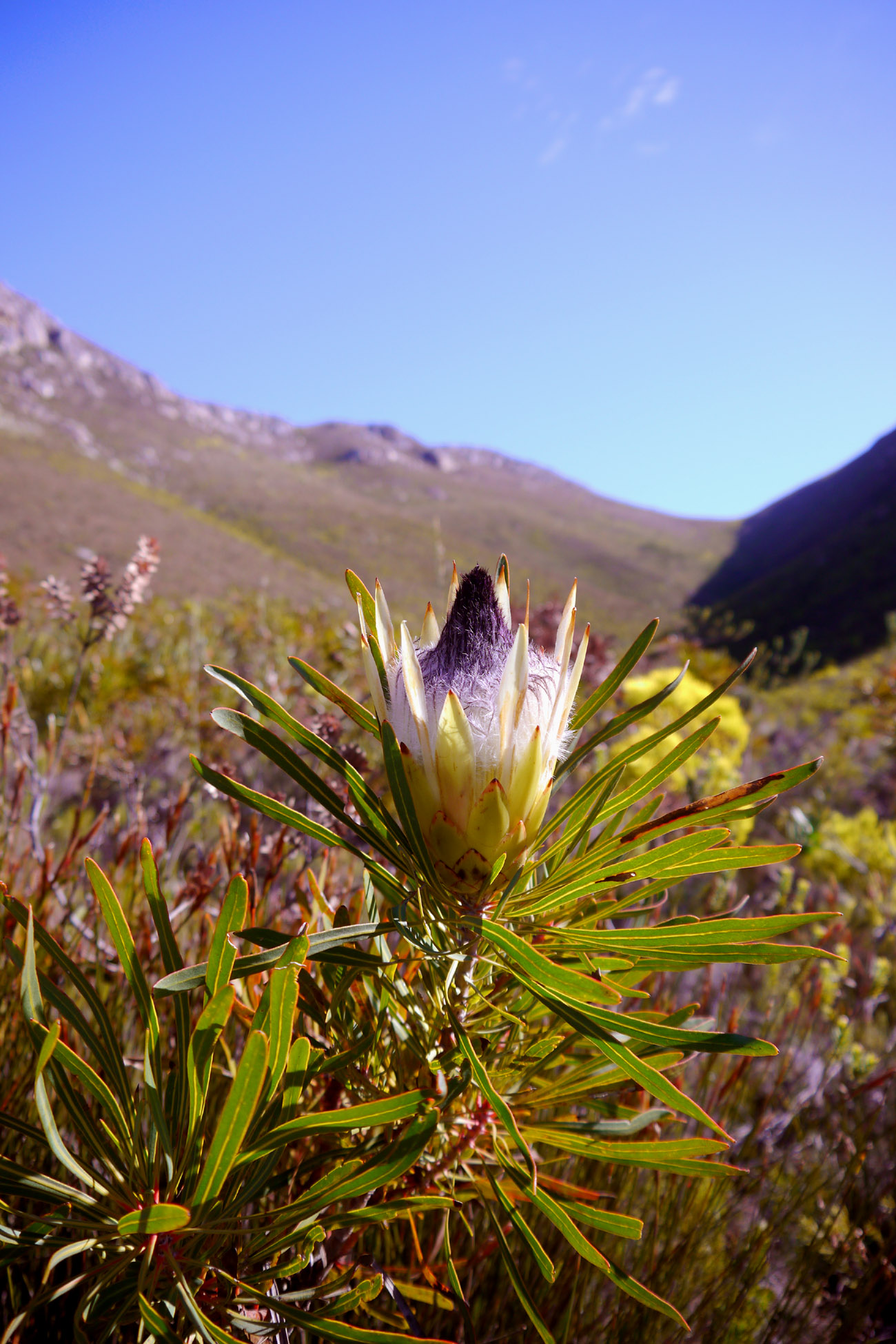
Protea longifolia
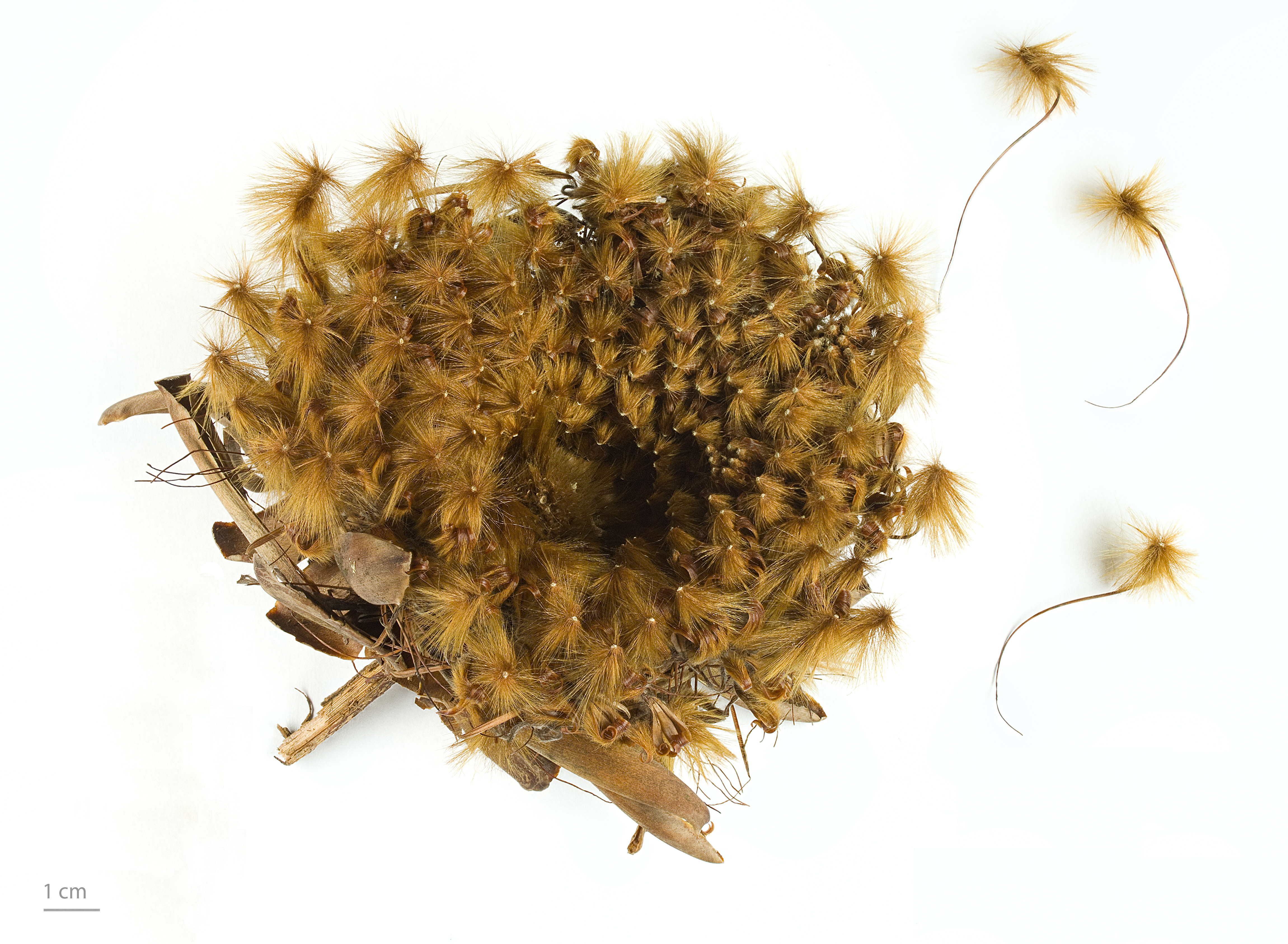
Protea madiensis – Museumsexemplar
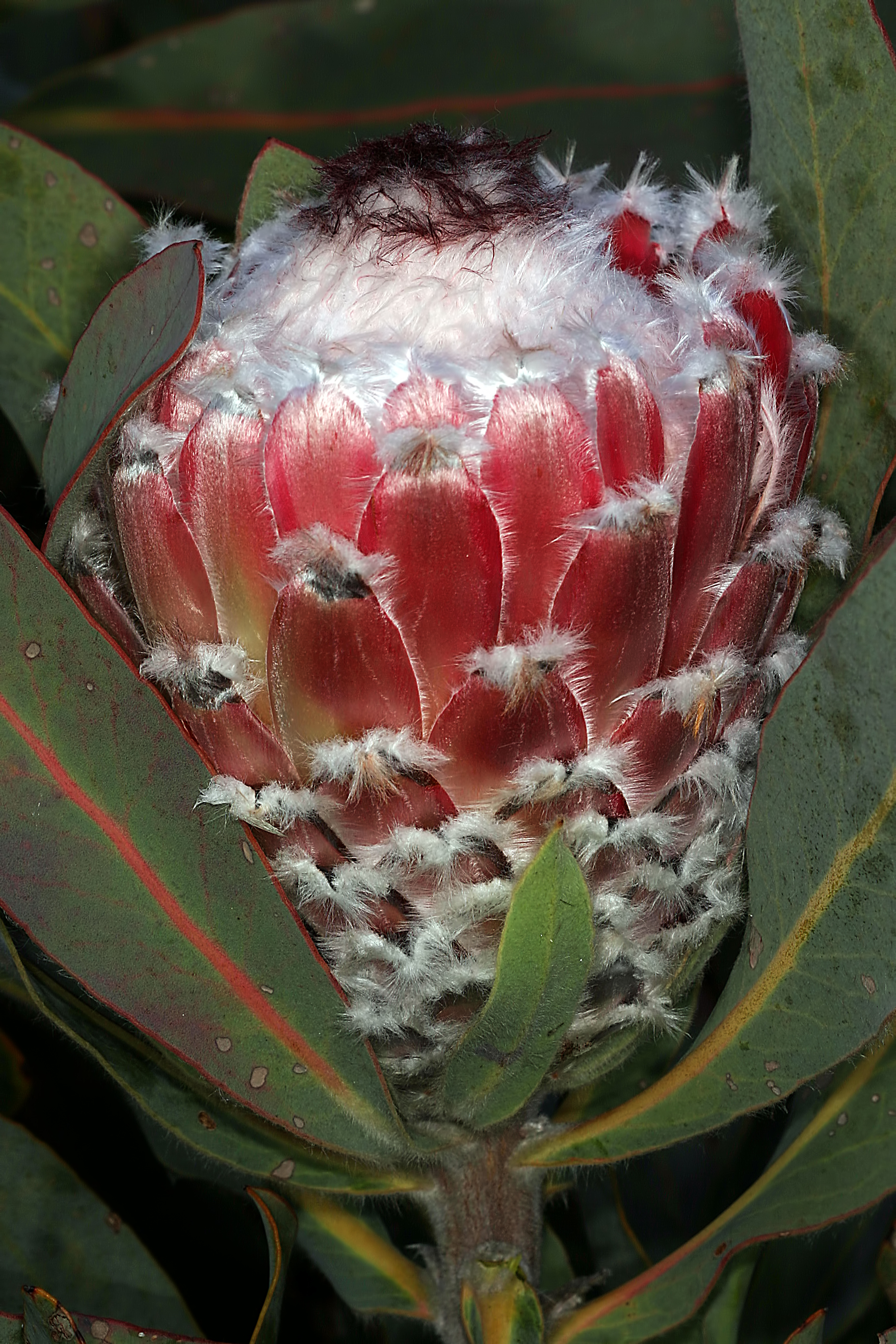
Protea magnifica
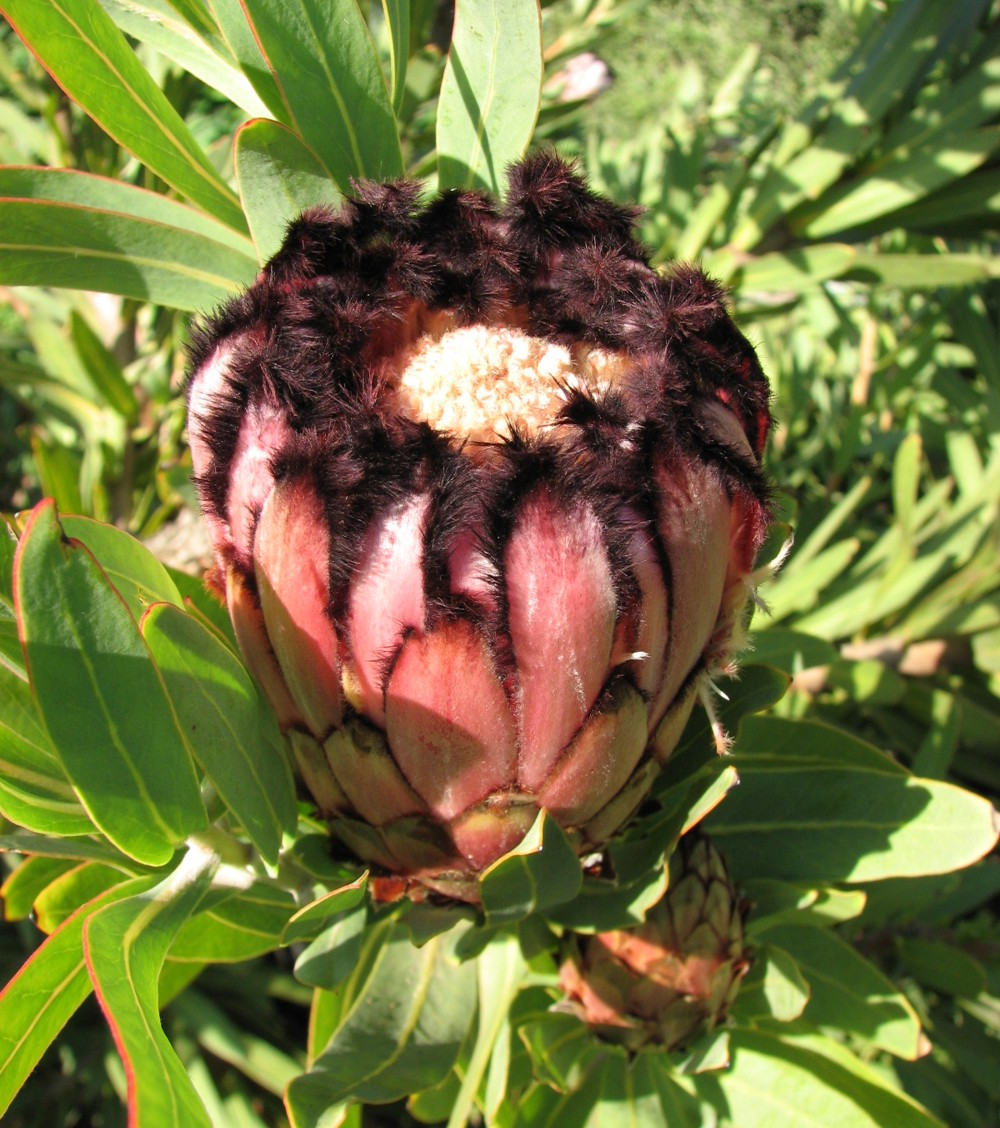
Protea neriifolia
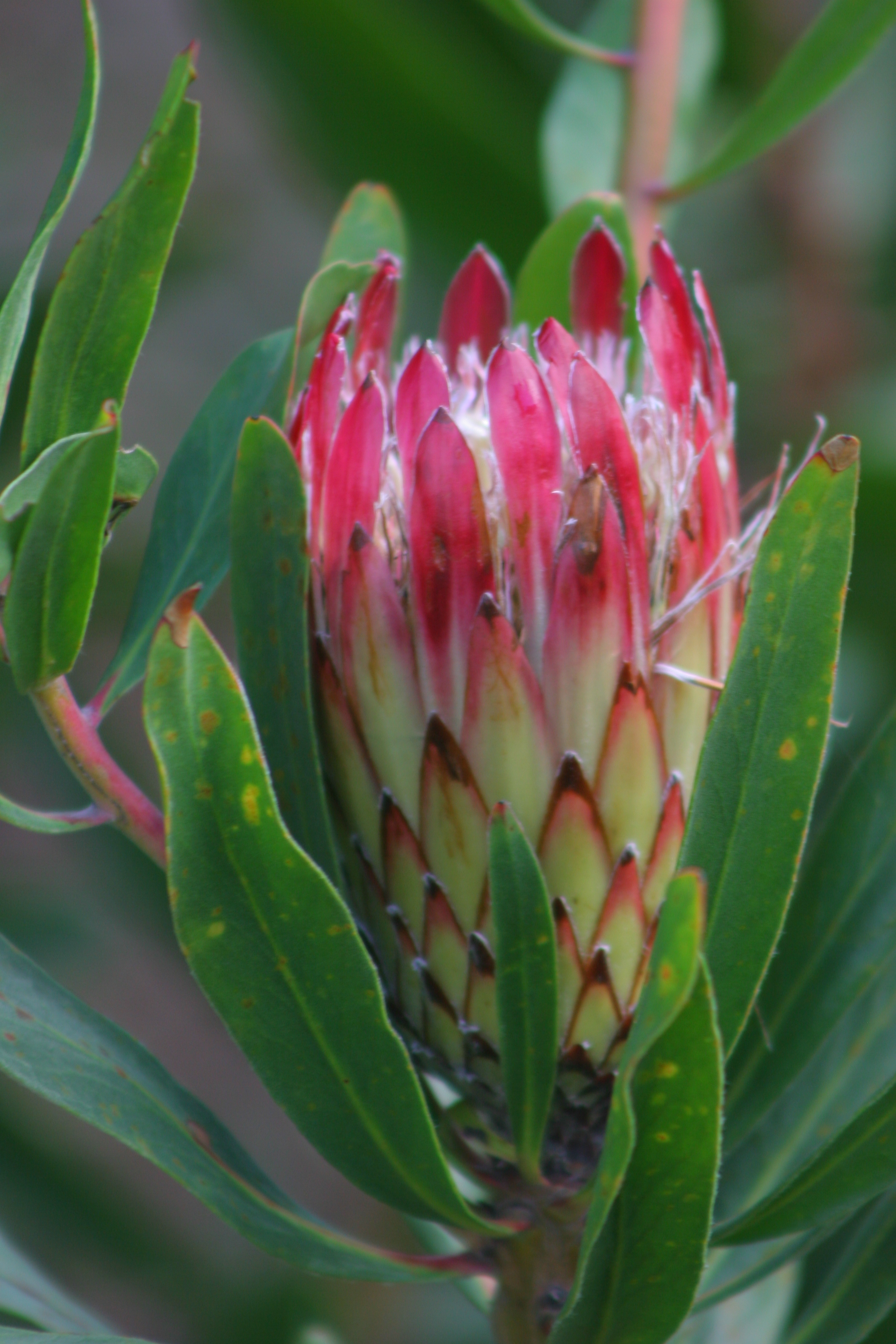
Protea obtusifolia
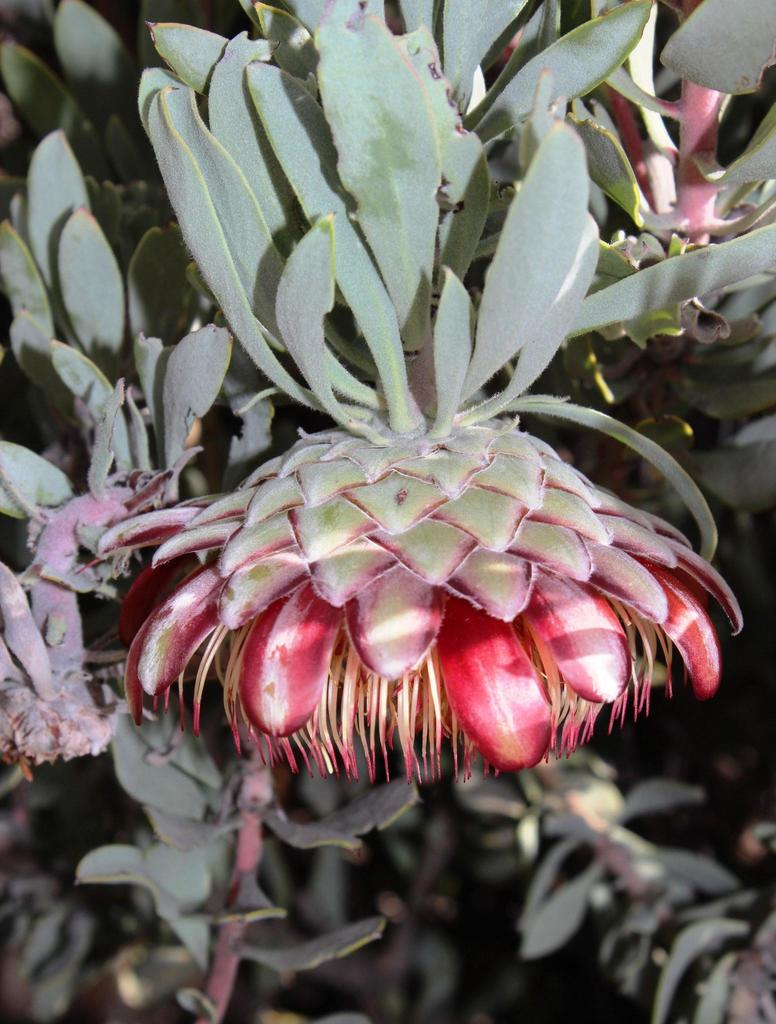
Protea pendula
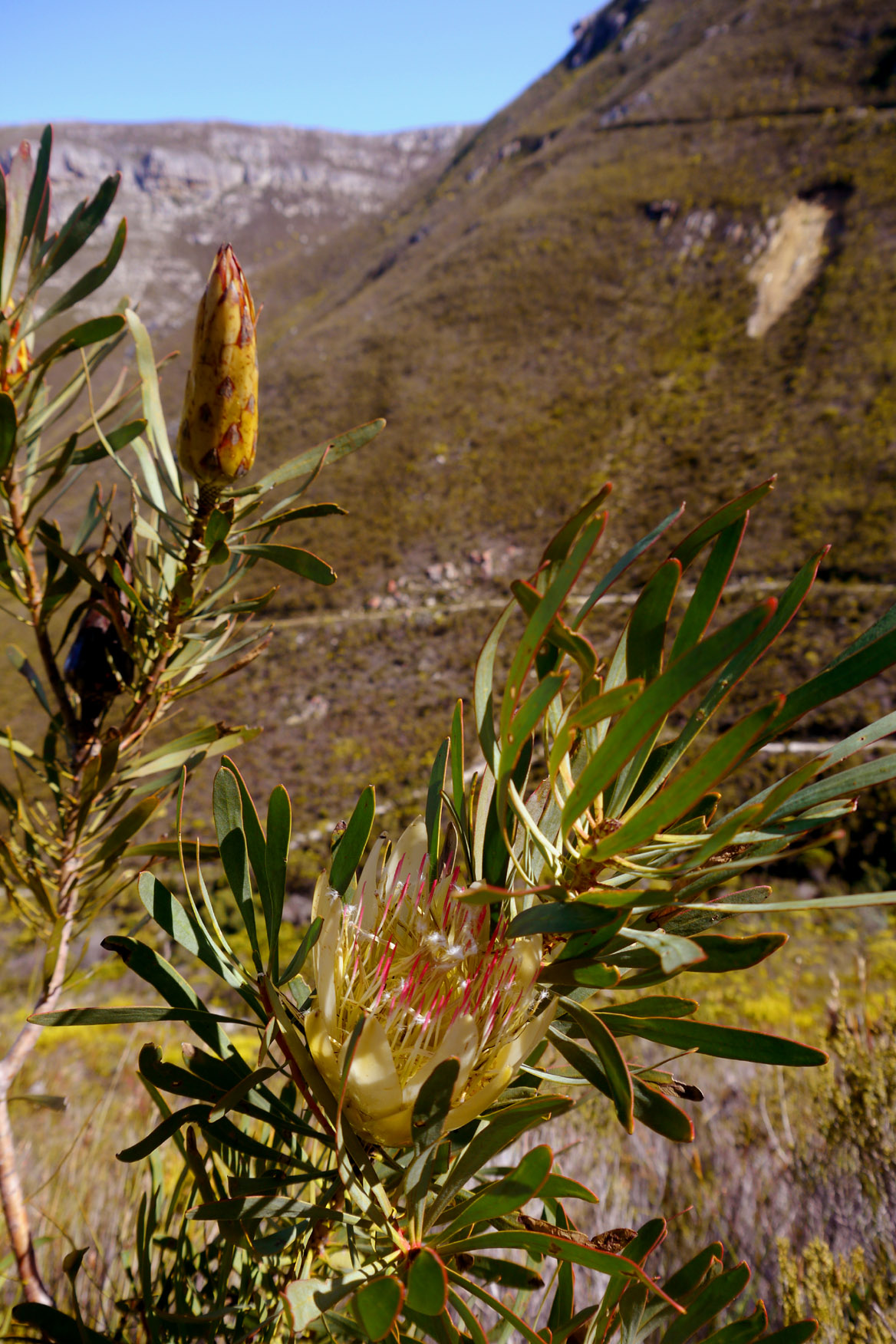
Echter Zuckerbusch (Protea repens)
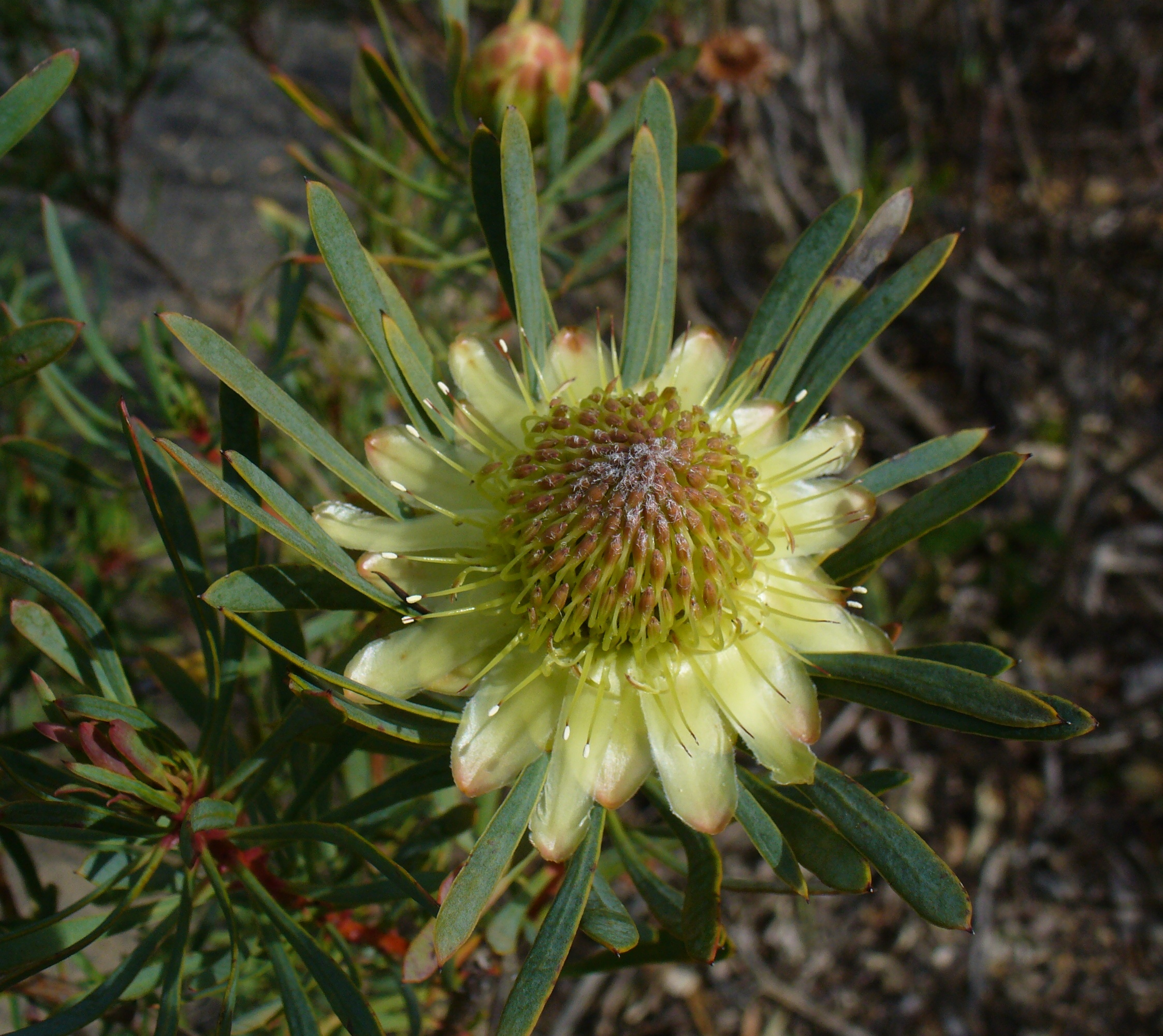
Protea scolymocephala
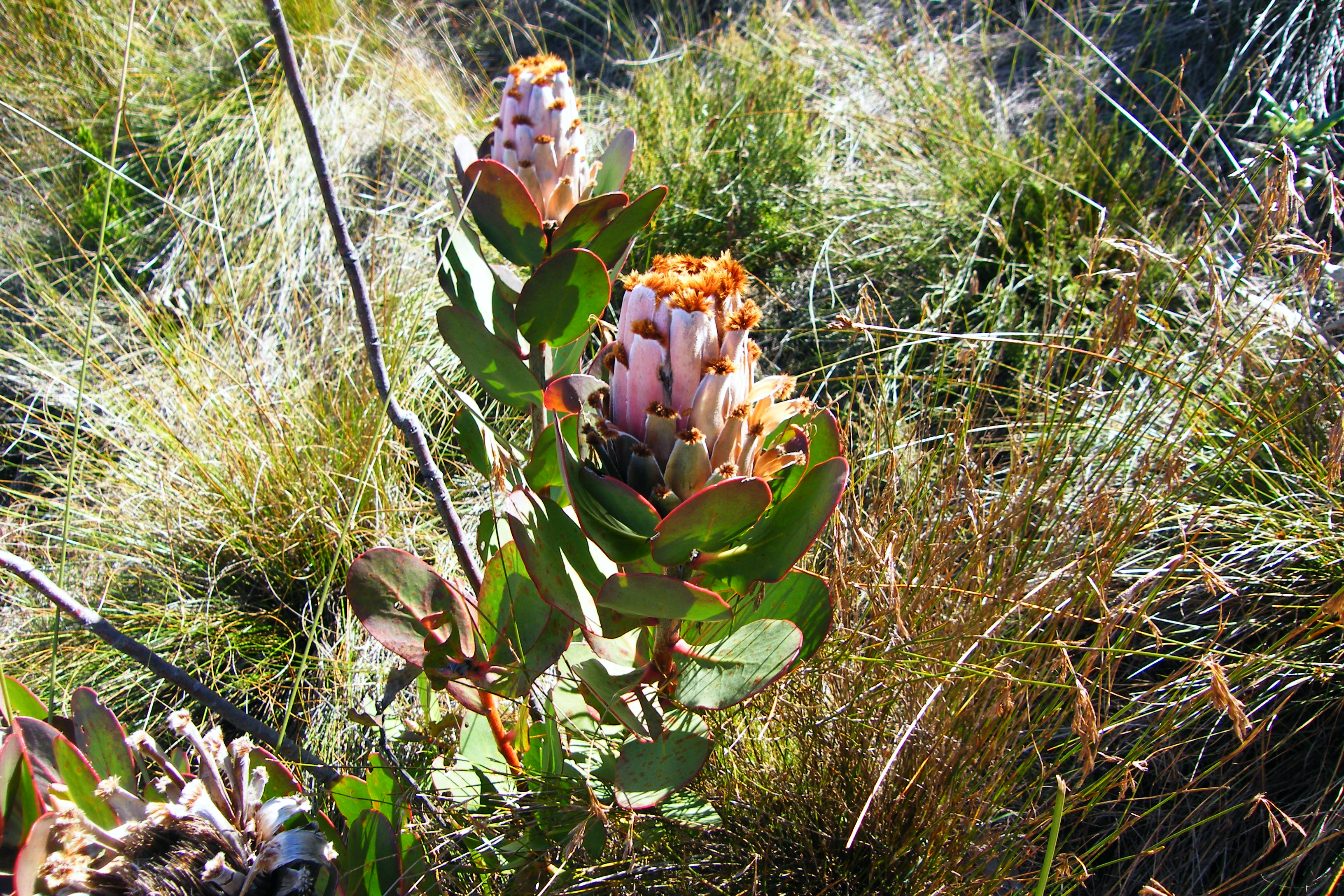
Protea speciosa
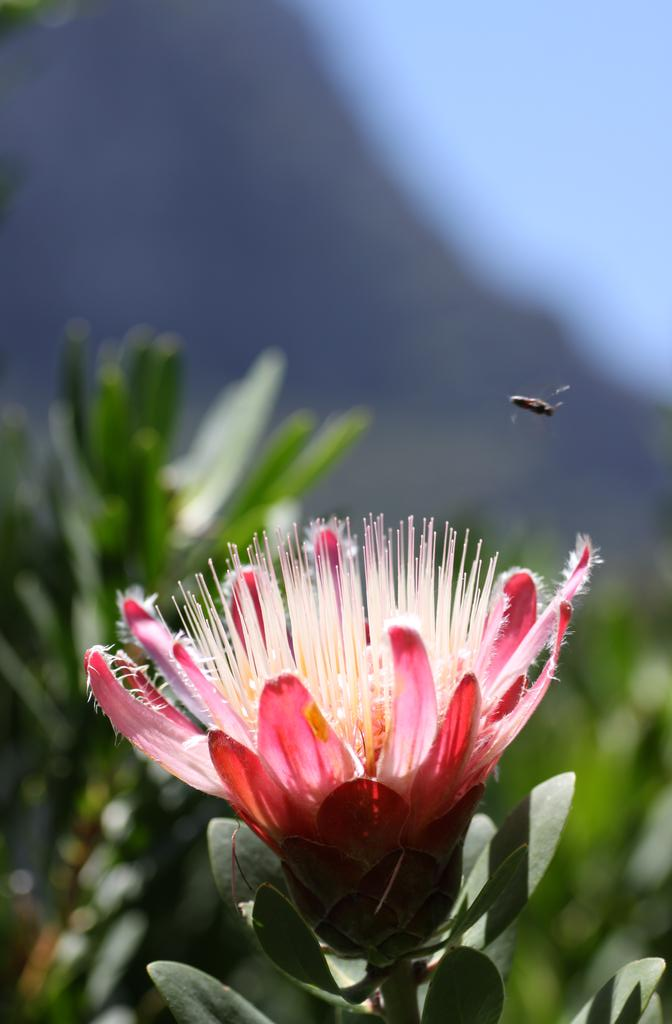
Protea venusta

## Weiterführende Literatur
- L. M. Valente, G. Reeves, J. Schnitzler, I. P. Mason, M. F. Fay, T. G. Rebelo, M. W. Chase & T. G. Barraclough: Diversification of the African genus Protea (Proteaceae) in the Cape biodiversity hotspot and beyond: equal rates in different biomes, In: International Journal of Organic Evolution, Volume 64, Issue 3, 2010, S. 745–760. doi:10.1111/j.1558-5646.2009.00856.x
- J. E. Carlson & K. E. Holsinger: Developmental Plasticity in Protea as an Evolutionary Response to Environmental Clines in the Cape Floristic Region, In: PLoS ONE 7, 12, 2012. doi:10.1371/journal.pone.0052035